# عزیزالله میرزا ظفرالسلطنه
عزیزالله میرزا ظفرالسلطنه فرزند جلال‌الدین میرزا و نوه فتحعلی‌شاه قاجار از نظامیان برجسته با رتبه امیرنویان، بالاترین رتبه نظامی در دوره قاجار بود که هر گاه در جایی آشوبی رخ می داد برای آرام کردن اوضاع به منطقه فرستاده می شد. به همین دلیل در سراسر دوران خدمت خود در مناطق مختلف ایران حکومت کرد. 
پدرش جلال الدین میرزا نویسنده تاریخ سه جلدی نامه خسروان نخستین تاریخ‌نگار باستان‌گرای ایران به شمار می رود که به‌دلیل دیدگاه‌های متفاوت با جریان غالب عصر خویش، به سوء اعتقاد و بی‌دینی متهم می‌شد. عزیزالله میرزا تحصیلات خود را در مدرسه دارالفنون تحت نظر افسران اتریشی گذراند و وارد نظام شد. مدتی فرمانده فوج (هنگ) خلخال بود و بعد حاکم خلخال شد. در دی ۱۲۷۶ (نیمه شعبان ۱۳۱۵) فرمانده قشون آذربایجان شد و مدتی هم مسئولیت نان تبریز را عهده دار بود. در اواخر سلطنت مظفرالدین‌شاه محمدعلی میرزا ولیعهد ظفرالسلطنه را حاکم کرمان کرد تا به آشوبی پایان دهد که میان شیخیه و مخالفانشان راه افتاده و شهر را پرتنش کرده بود. ظفرالسلطنه آرامش را به شهر بازگرداند 
پس از مشروطیت حاکم تهران شد و با شماری از آذربایجانیهای بانفوذ مقیم تهران در آبان ۱۲۸۶ انجمن فتوت را به راه انداخت که گرچه خود را مشروطه خواه می خواند اما مشروطه خواهان آن را مرتبط با مستبدان و دربار می دانستند.  ظفرالسلطنه علاوه بر حکمرانی تهران، از سی ام آذر ۱۲۸۶ (شانزدهم ذیقعده ۱۳۲۵) در کابینه نظام السلطنه مافی به وزارت جنگ منصوب شد در اسفند ۱۲۸۶ که در مسیر حرکت محمدعلی شاه به دوشان تپه بمب منفجر شد، ظفرالسلطنه که حاکم تهران بود به دربار احضار و آماج غضب شد. او از حکومت تهران و سپس وزارت جنگ استعفا کرد. در هفدهم اردیبهشت ۱۲۸۷ محمدعلی شاه استعفای او را پذیرفت و در نامه به مجلس نوشت: «شاهزاده ظفرالسلطنه نهایت جد و جهد را در انفصال خود داشته‌اند». سپس حاکم گیلان شد و خلخال را نیز که در آن املاکی داشت و فوج آن همچنان زیر فرماندهی اش بود، به قلمرو حکومت خود ضمیمه کرد و نصیرلشکر امیر تومان را که از جانب او رئیس فوج و مسئول رسیدگی به املاکش بود به حکومت خلخال گماشت. 
پس از برکناری محمدعلی شاه و روی کارآمدن دوباره نظام مشروطه، حکومت کرمانشاه به ظفرالسلطنه پیشنهاد شد ولی نپذیرفت.  در بهمن ۱۲۸۸ حاکم فارس  و سپس حاکم استرآباد (گرگان) شد. در استرآباد بود که درگیری میان دو متنفذ بزرگ مازندران، اسماعیل‌خان سوادكوهی و لطفعلی‌خان سردار جلیل این منطقه را به آشوب کشاند و برخی بزرگان اشرف (بهشهر) با ارسال تلگرافی از دولت خواستند ظفرالسلطنه را به عنوان حاکم به مازندران بفرستد.   دولت حکومت مازندران را هم به ظفرالسلطنه داد و او را بدانجا فرستاد. ظفرالسلطنه موفق شد اسماعیل خان و لطفعلی خان را آشتی دهد اما محمدعلی شاه مخلوع برای بازگشت به تاج و تخت وارد ترکمن صحرا شد و با سران ترکمن پیمان همکاری بست. استرآباد و مناطق تابعه اش را گرفت برای مناطق حاکم تعیین‌ و عده‌ای را به القاب جدید ملقب کرد و در اندیشه تدارک به سوی تهران افتاد.  دولت هم ظفرالسلطنه را احضار و غلامحسین خان امیرتومان سردار افخم را به جای او حاکم استرآباد کرد. 
فرزندان عزیزالله میرزا نام خانوادگی جلالی قاجار و فرید نصر را برای خود انتخاب کردند. 